# OB & GY
OB & GY (en hangul, 산부인과; romanización revisada, Sanbuingwa; literalmente, «Maternidad»), también conocida como Obstetrics and Gynecology Doctors, es una serie de televisión surcoreana de drama médico, transmitida por SBS, desde el 3 de febrero hasta el 25 de marzo de 2010, protagonizada por Jang Seo Hee.

## Reparto

### Personajes principales
- Jang Seo Hee como Seo Hye Young.
- Go Joo-won como Lee Sang Shik.[3]
- Seo Ji Suk como Wang Jae Suk.
- Jung Ho Bin como Yoon Seo Jin.
- Song Joong Ki como Ahn Kyung Woo.
- Lee Young Eun como Kim Young Mi.
- Ahn Sun Young como Lee Sook Jung.
- Lee Ki Young como Doctor.
- Lee Seung Hyung como Jung Kyung Joo.

### Personajes secundarios
- Ahn Mi Na como Soo Jin.
- Hyun Young como Lee Yoon Jin.
- Lee Eui Jung como Yeon Im.
- Kim Hyung Bum como Marido de Yeon Im.
- Park Jae Hoon como Padre del bebé.
- Kim Mi Ryeo como Moon Young.
- Hwang Geum Byeol como Soon Hwa.
- Sung Ji Roo como Joon Suk.
- Kang Ki Hwa como Joon Hee.
- Seo Bae Joon como Marido de Joon Hee.
- Kim Hye Ji como Sang Mi.
- Lee Il Hwa como Jung Joo.
- Hwang In Young como Eun Mi.
- Lee Seul Bi como Lim Seung Min.
- Ban Min Jung como Joo Yeon.
- Jin Ye Sol como Soo Ah.

### Otros personajes
- Yang Hee Kyung como Madre de Hye Young.
- Ji Il Joo como Novio de Soo Jin.
- Ui Yang Ho como Esposo de Moon Young.
- Jo Woo-jin.

## Recepción

### Audiencia
En Azul la audiencia más baja y en rojo la más alta, correspondientes a las empresas medidoras TNms y AGB Nielsen.
| Ep. #    | Fecha de estreno      | Share        | Share        | Share       | Share       |
| Ep. #    | Fecha de estreno      | TNmS Ratings | TNmS Ratings | AGB Nielsen | AGB Nielsen |
| Ep. #    | Fecha de estreno      | Nacional     | Seúl         | Nacional    | Seúl        |
| -------- | --------------------- | ------------ | ------------ | ----------- | ----------- |
| 1        | 3 de febrero de 2010  | 9.5 %        | 10.0 %       | 9.3 %       | 10.6 %      |
| 2        | 4 de febrero de 2010  | 10.9 %       | 11.4 %       | 9.3 %       | 9.6 %       |
| 3        | 10 de febrero de 2010 | 11.6 %       | 12.0 %       | 11.0 %      | 11.5 %      |
| 4        | 11 de febrero de 2010 | 11.5 %       | 11.9 %       | 10.5 %      | 11.8 %      |
| 5        | 17 de febrero de 2010 | 12.3 %       | 12.2 %       | 11.0 %      | 11.4 %      |
| 6        | 18 de febrero de 2010 | 12.2 %       | 12.8 %       | 9.8 %       | 10.1 %      |
| 7        | 24 de febrero de 2010 | 12.4 %       | 12.8 %       | 12.2 %      | 12.9 %      |
| 8        | 25 de febrero de 2010 | 10.7 %       | 10.7 %       | 11.0 %      | 11.7 %      |
| 9        | 3 de marzo de 2010    | 11.4 %       | 11.0 %       | 10.8 %      | 10.9 %      |
| 10       | 4 de marzo de 2010    | 12.7 %       | 12.9 %       | 11.6 %      | 12.0 %      |
| 11       | 10 de marzo de 2010   | 10.6 %       | 10.1 %       | 10.3 %      | 10.5 %      |
| 12       | 11 de marzo de 2010   | 11.6 %       | 11.9 %       | 11.3 %      | 11.4 %      |
| 13       | 17 de marzo de 2010   | 11.9 %       | 11.4 %       | 11.8 %      | 12.1 %      |
| 14       | 18 de marzo de 2010   | 12.7 %       | 12.5 %       | 12.1 %      | 13.1 %      |
| 15       | 24 de marzo de 2010   | 11.4 %       | 11.2 %       | 12.0 %      | 12.9 %      |
| 16       | 25 de marzo de 2010   | 10.8 %       | 10.4 %       | 11.9 %      | 12.9 %      |
| Promedio | Promedio              | 11.5 %       | 11.5 %       | 11.0 %      | 11.6 %      |

## Banda sonora
| Track listing |                                                     |                      |          |  |
| N.º           | Título                                              | Artista              | Duración |  |
| 1.            | «사랑까진 안돼요» (Love Isn't far)                  | K.Will               | 4:27     |  |
| 2.            | «늦은 사랑» (Late love)                             | Hwayobi              | 4:03     |  |
| 3.            | «I'm so sorry»                                      | Lim Min Ji, PK Heman | 3:14     |  |
| 4.            | «You Are My Everything»                             | Naomi                | 4:09     |  |
| 5.            | «Darling Darling»                                   | Jeong Sang Hee       | 3:48     |  |
| 6.            | «First Love»                                        | Lovely               | 3:48     |  |
| 7.            | «Thanks To»                                         | Jung Yoon Dong       | 3:36     |  |
| 8.            | «Monologue»                                         | Pablo, Lee Jae Nam   | 2:43     |  |
| 9.            | «Sentimental Operation»                             | Pablo, Lee Jae Nam   | 2:46     |  |
| 10.           | «어우러짐» (Harmony)                                | Marco                | 3:29     |  |
| 11.           | «우리가 만나야 하는 이유» (Reasons we have to meet) | Pablo                | 4:55     |  |
| 12.           | «하늘을 걷다» (Walk in the Sky)                     | Go Jong Eui          | 2:50     |  |
| 13.           | «백야» (White night)                                | Pablo                | 3:58     |  |
| 14.           | «Human»                                             | Pablo                | 5:15     |  |
| 15.           | «Every Step of the Way»                             | Pablo, Lee Jae Nam   | 2:49     |  |
| 16.           | «빠이야» (Rumba Hospital)                           | Pablo, Lee Jae Nam   | 3:02     |  |
| 17.           | «For a Moment»                                      | Go Jong Eui          | 2:26     |  |

## Emisión internacional
- Hong Kong: TVB Drama (2010).
- Taiwán: EBC (2011, 2015) y Elta TV (2012).